# Cours Legendre
 (juillet 2018).
 (juillet 2018).
Pour les articles homonymes, voir Legendre.
Cours Legendre est une entreprise française fondée en 1920, inventeur du concept d'école à distance. Cette page constitue une publicité pour une société.

## Histoire
À partir de 1957, l'entreprise se transforme en organisme de soutien scolaire, du primaire au supérieur, spécialisé en cours à domicile, en stages de révisions et en produits d'édition scolaires.
En 2007, la famille Legendre cède l'entreprise à Axa Assistance. Cette dernière cède à nouveau la société en 2013.
En décembre 2022, Cours Legendre est classé numéro 1 du soutien scolaire dans le palmarès 2023 du soutien Scolaire du Figaro. 
En 2023, la société, en liquidation judiciaire, est reprise,,, par 2 entrepreneurs : Jean de La Porte et Nael Hamameh.
En 2024, Cours Legendre présente sa nouvelle identité.